# Jensen FF
De Jensen FF is een auto van het Britse automerk Jensen. Toen de wagen in 1966 op de markt kwam was het de allereerste productiewagen die in het bezit was van ABS. Ook in de Jensen CV8 werd getracht om dit systeem in te bouwen, echter zonder succes waardoor de CV8 zonder ABS werd geproduceerd. Het gebruik van vierwielaandrijving zoals in deze FF werd pas vele jaren later toegepast in de Audi Quattro.
FF staat voor Ferguson Formula, vernoemd naar het bedrijf Ferguson Research Ltd., de ontwikkelaar van de vierwielaandrijving voor deze wagen.